# 盛岡市立松園小学校
盛岡市立松園小学校（もりおかしりつ まつぞのしょうがっこう）は、岩手県盛岡市松園にある公立小学校。通称は松小（まつしょう）。松園ニュータウン内にある。

## 沿革
- 1973年（昭和48年）11月 - 校名を松園小学校に決定[2]。
- 1974年（昭和49年）
  - 4月 - 開校。開校式を開催[2]。
  - 5月 - 校章を制定[2]。
  - 10月 - 校歌を制定[2]。
- 1975年（昭和50年）7月 - プールを落成[2]。
- 1978年（昭和53年）12月 - 校舎新築第6期工事を実施[2]。
- 1980年（昭和55年）4月1日 - 東松園小学校が分離開校[3][4]。
- 1983年（昭和58年）9月 - 交通安全協会および日本赤十字社より感謝状をそれぞれ受ける。花いっぱいコンクールにて優秀賞を受賞[2]。
- 1984年（昭和59年）10月 - 創立10周年を記念し、記念式典の開催や記念誌「ぼくの心にわたしの胸に」を発行[2][5]。
- 1986年（昭和61年）9月 - 交通安全教育推進校として東北管区長賞を受賞[2]。
- 1988年（昭和63年） - 特殊学級（現：特別支援学級）を開設[3]。
- 1989年（平成元年）2月 - 青少年読書感想文全国コンクールにて文部大臣奨励賞および学校賞を受賞[2]。
- 1991年（平成2年）1月 - 全国安全優秀校として、全国交通安全協会より表彰される[2]。
- 1994年（平成6年）10月 - 創立20周年を記念し、記念式典の開催や記念誌「ぼくの心にわたしの胸に2」を発行[2][6]。
- 2000年（平成12年）11月 - 青少年赤十字より金色友功賞を受賞[2]。
- 2001年（平成13年）4月 - 県ボランティア協力校に指定[2]。
- 2004年（平成16年）10月 - 創立30周年を記念し、記念式典や記念コンサートの開催や記念誌を発行[2]。
- 2011年（平成23年）3月 - 東北地方太平洋沖地震により校門のブロックが崩落（被害額は19万4千円）[7]。
- 2021年（令和3年） - 特別支援学級（病虚弱児）を開設[1]。

## 児童数
| 年度                   | 児童数          |
| ---------------------- | --------------- |
| 1974年度（昭和49年度） | 296             |
| 1977年度（昭和52年度） | 1,021           |
| 1979年度（昭和54年度） | 1,565(史上最多) |
| 1982年度（昭和57年度） | 1,069           |
| 1985年度（昭和60年度） | 996             |
| 2000年度（平成12年度） | 393             |
| 2003年度（平成15年度） | 377             |
| 2006年度（平成18年度） | 347             |
| 2009年度（平成21年度） | 305             |
| 2012年度（平成24年度） | 310             |
| 2015年度（平成27年度） | 292             |
| 2018年度（平成30年度） | 259             |
| 2021年度（令和3年度）  | 222             |
| 2024年度（令和6年度）  | 172             |

## 学区
- 松園一丁目、松園二丁目、松園三丁目
- 東松園一丁目
- 東黒石野二丁目、東黒石野三丁目
- 三ツ割（字鉢ノ皮の一部）
- 上田（字岩脇、字松屋敷および字東黒石野の一部）

出典：

## 進学先の中学校
- 盛岡市立松園中学校[17] - 1981年度以降

## アクセス
- 岩手県交通「松園小学校前」停留所下車

## 周辺
- 東黒石野公園
- いわて生協ベルフまつぞの
- 東北銀行松園支店
- 盛岡松園郵便局